# Єгоров Іван Степанович
Іван Степанович Єгоров (Рокунов) (4 серпня 1894, село Настасьїно Подчерковської волості Дмитровського повіту Московської губернії, тепер присілок у складі Дмитровського міського округу Московської області, Російська Федерація — 1965, село Настасьїно Дмитровського району Московської області, тепер присілок у складі Дмитровського міського округу Московської області, Російська Федерація) — радянський діяч, голова колгоспу «Победа» села Настасьїно Дмитровського району Московської області. Депутат Верховної Ради СРСР 2—4-го скликань. Герой Соціалістичної Праці (19.02.1948).

## Життєпис
Народився в селянській родині Стефана Іванова та Юстинії Сергієвої Рокунових.
З 1906 року працював у приватних та кооперативних майстернях.
У 1929 році став організатором сільськогосподарської артілі «Победа» села Настасьїно, з 1930 року — голова колгоспу «Победа» села Настасьїно Дмитровського району Московської області.
Член ВКП(б) з 1939 року.
З 1946 року — член Ради у справах колгоспів при Раді міністрів СРСР.
У 1953 році закінчив Московську сільськогосподарську академію імені Тимірязєва. Автор книги «25 років керівництва колгоспом» (1955).
Помер у 1965 році в селі Настасьїно Дмитровського району Московської області. Похований на цвинтарі «Красная горка-1» Дмитровського району Московської області.

## Нагороди
- Герой Соціалістичної Праці (19.02.1948)
- два ордени Леніна (13.02.1939, 19.02.1948)
- орден Трудового Червоного Прапора (5.02.1944)
- медаль «За трудову доблесть» (7.04.1949)